# Hidrindano
El hidrindano es un hidrocarburo bicíclico de fórmula molecular C9H16.

## Estereoquímica
El hidrindano puede encontrarse como dos formas estereoisoméricas, el trans-hindrindano y el cis-hindrindano. La estereoquímica del hidrindano es muy similar a la de la decalina.

### trans-hidrindano
En el trans-hidrindano los anillos se encuentran unidos mediante los carbonos 1 y 6 en posición trans (por enlaces equatoriales). Presenta una estructura rígida.

### cis-hidrindano
En el cis-hidrindano los anillos se encuentran unidos mediante los carbonos 1 y 6 en posición cis (por un enlace equatorial y uno axial). Su estructura es más flexible, presentando un equilibrio conformacional, pudiendo interconvertirse en su enantiómero.